# Puffy (Maskottchen)

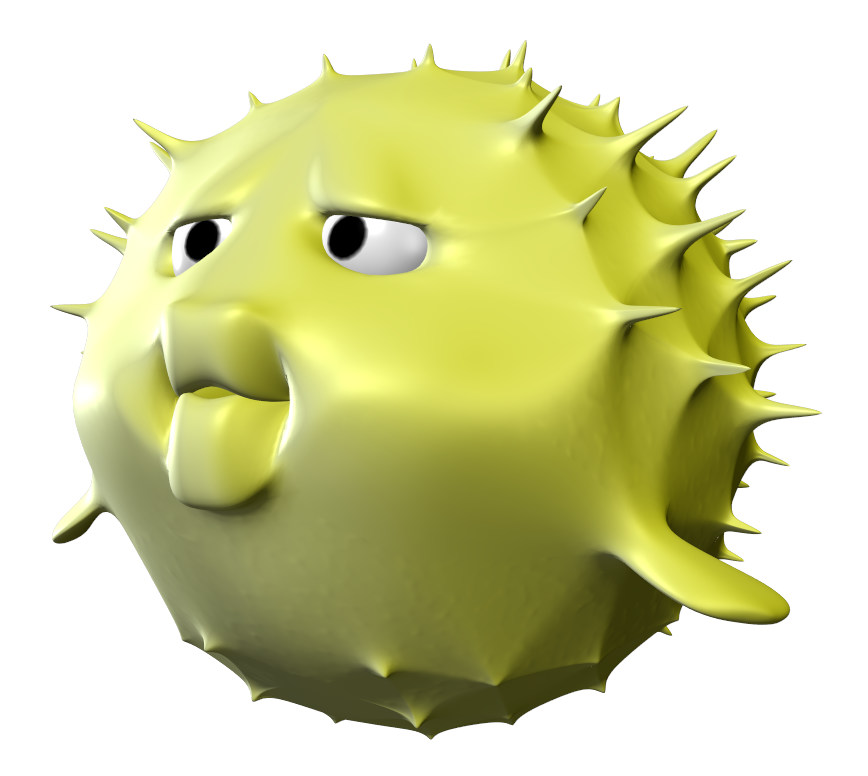
3D-Modell von Puffy

Puffy animiert

Puffy ist das Maskottchen des freien Betriebssystems OpenBSD und der Software OpenSSH, die auch bei Linux zum Standard gehört. Puffy ist ein stilisierter Kugelfisch, der die Ambitionen der Entwickler, ein robustes und sicheres System zu erstellen, symbolisiert.
In der Umgangssprache wird Puffy auch Blowfish genannt, das ist einerseits der Verschlüsselungsalgorithmus Blowfish, andererseits das englische Wort für Kugelfisch.
Puffy ist auch das Maskottchen der Open-Source-Projekte LibreSSL, OpenBGPD, OpenOSPFD, OpenNTPD, OpenSMTPD, OpenIKED und OpenCVS.
Es übernimmt damit eine ähnliche Rolle wie der Pinguin Tux im Linux-Projekt. Puffy löste 1999 mit Erscheinen von OpenBSD 2.6 den BSD-Daemon als Maskottchen für OpenBSD ab.
Puffy ist ein Motiv auf T-Shirts und Postern. Dieser Merchandise wird vom OpenBSD-Projekt angeboten um die Entwicklung von OpenBSD und allen angeschlossenen Projekten zu finanzieren. Zudem ist Puffy regelmäßiger Akteur in den Liedern, die parallel zu den Ausgaben des Betriebssystems erscheinen.